# もらい泣き
『もらい泣き』（もらいなき）は、日本の歌手、一青窈の1枚目のシングル。2002年10月30日にコロムビアミュージックエンタテインメント（現・日本コロムビア）から発売された。

## 概要
一青窈はこのデビュー作から一般に広く受け入れられヒットとなった。しかも、12月18日発売の1stアルバム『月天心』発売時の2か月後までもロングヒットしつづけ、1stシングルと1stアルバムがオリコンチャートの同じ週にTOP10入りした。これは岡本真夜（「TOMORROW」と『SUN&MOON』）以来のことであった。
初回盤のCDジャケットは特殊銀箔押加工が施されていた。

## 収録曲
（全作詞：一青窈）
1. もらい泣き
  - 作曲：溝渕大智、マシコタツロウ、武部聡志／編曲：武部聡志
  - アルバム『月天心』及び『BESTYO』に再録。
2. 翡翠
  - 作曲・編曲：武部聡志
  - 台湾盤『月天心』のボーナス・トラックとして収録。
  - アルバム『BESTYO』に再録。
3. アリガ十々
  - 作曲：山内薫／編曲：富田素弘
  - アルバム『月天心』及び『BESTYO』に再録。

## その他受賞
- 2003年の第45回日本レコード大賞、日本有線大賞、ベストヒット歌謡祭、日本ゴールドディスク大賞で、それぞれ新人賞を受賞。
- 2003年の第45回日本レコード大賞で編曲賞受賞。

## カバー
- たかはし智秋・今井麻美 - 『THE IDOLM@STER RADIO TOP×TOP!』（2007年）
- 桑田佳祐 - ライブビデオ『昭和八十三年度!ひとり紅白歌合戦』（2009年）
- baby cube - 『strawberry SMOOTHIE』（2009年）
- 茉奈 佳奈 - 『ふたりうた3』（2010年）
- BESTIEM - 『BEST TIME cover』（2018年）

## その他
- 『トリビアの泉 〜素晴らしきムダ知識〜』で、もらい泣きの再生速度を80%に下げると『平井堅が歌っている様に聞こえる』というトリビアが紹介され、投稿者は93へぇを獲得した。尚、音声編集ソフトウェア(例：Sound Forge Pro)にてキーを3度＋10セント程下げるとテンポを下げずに、平井堅が歌ったように聞こえる。
  - 一青窈の0.8倍速の歌声および平井堅の実際の歌声を比べると、共に460ヘルツでファルセットに入り、しかも歌い方や息継ぎが酷似しているためである。